# شورای عالی برنامه‌ریزی
شورای عالی برنامه‌ریزی یکی از نهادهای مهم در نظام آموزش عالی ایران است که وظیفهٔ برنامه‌ریزی آموزشی و پژوهشی در سطح دانشگاه‌ها و مؤسسات آموزش عالی را بر عهده دارد. این شورا با هدف تدوین سیاست‌های کلان آموزشی و پژوهشی و نظارت بر اجرای آن‌ها فعالیت می‌کند.

## تاریخچه
شورای عالی برنامه‌ریزی در سال ۱۳۷۲ با تصویب شورای عالی انقلاب فرهنگی تأسیس شد. این شورا به‌منظور برنامه‌ریزی آموزشی و پژوهشی در سطح آموزش عالی و ارائه پیشنهادهای لازم به شورای عالی انقلاب فرهنگی در مورد خط‌مشی کلی سیاست‌های آموزشی و پژوهشی و برنامه‌ریزی درسی تمام مقاطع تحصیلی و رشته‌های مختلف دانشگاهی تشکیل گردید.

## وظایف و اختیارات
بر اساس مصوبه شورای عالی انقلاب فرهنگی، وظایف شورای عالی برنامه‌ریزی عبارت‌اند از:
1. برنامه‌ریزی آموزشی و پژوهشی: تدوین برنامه‌های آموزشی و پژوهشی در سطح آموزش عالی بر اساس مصوبات شورای عالی انقلاب فرهنگی و ارائهٔ پیشنهادهای لازم در مورد خط‌مشی کلی سیاست‌های آموزشی و پژوهشی.
2. برنامه‌ریزی درسی: برنامه‌ریزی درسی برای تمام مقاطع تحصیلی و رشته‌های مختلف دانشگاهی و اصلاح، تغییر و بازنگری برنامه‌های مصوب.
3. تصویب برنامه‌های درسی: تصویب برنامه‌های درسی پیشنهادی گروه‌های تخصصی و نظارت بر حسن اجرای آن‌ها در دانشگاه‌ها و مؤسسات آموزش عالی.
4. ارزیابی و نظارت: نظارت بر اجرای برنامه‌های آموزشی و پژوهشی و ارزیابی مستمر آن‌ها به‌منظور بهبود کیفیت آموزش عالی.

## ساختار سازمانی
شورای عالی برنامه‌ریزی متشکل از اعضای زیر است:
- وزیر علوم، تحقیقات و فناوری: به‌عنوان رئیس شورا.
- معاون آموزشی وزارت علوم: به‌عنوان دبیر شورا.
- رؤسای دانشگاه‌های بزرگ کشور: به‌عنوان اعضای شورا.
- تعدادی از اعضای هیئت‌علمی برجسته: به‌عنوان نمایندگان گروه‌های تخصصی.

گروه‌های تخصصی برنامه‌ریزی نیز زیرمجموعه این شورا هستند که در رشته‌های مختلف به تدوین و بازنگری برنامه‌های درسی می‌پردازند.